# 能勢ひとみ
能勢 ひとみ（のせ ひとみ、1988年5月7日 - ）は、日本のレースクイーン、モデルである。
千葉県柏市出身。J-OFFICE所属。スタイルコーポレーションと業務提携している。愛称は「能勢ちゃん」。
趣味は歌舞伎鑑賞、特技は蕎麦打ち。

## 来歴
2006年頃からイベントコンパニオンの仕事を始め、2011年にJ-OFFICEと契約。同年、Super耐久スポット参戦チーム「DIAMANGO-Z」のレースクイーンとしてデビュー。また全日本ロードレース選手権JSB1000クラスにフル参戦した「8810R with MCR」のレースクイーン、鈴鹿8時間耐久ロードレース
「TeamTrasBMW S1000RR」レースクイーンにも選ばれる。
2012年、「株式会社FLEX」イメージガールの一員として2013年まで2年間活動。任期中には札幌カスタムカーショーへの出演もあった。同年には桶川スポーツランドのイメージガールOSLサーキットレディに選ばれ2013年迄2年間継続して活動。任期中の2013年には、全日本ロードレース選手権/TOHO Racing＋おでんせイーハトーブを桶川スポーツランドサーキットレディとして応援した。
2013年からは雑誌『でちゃう！』のイメージガールに当たる“関東でちゃう！ガール”の正規メンバーとしても活動。同年11月の東京モーターショーでは、LEXUSブースにてレクサススペシャリストとして出演。同年12月の大阪モーターショーや翌2014年の福岡モーターショー、札幌モーターショーにも出演した。
2014年にはキックボクシング団体「REBELS」 のラウンドガールに選出。2017年現在も継続して活動。同年には月刊ゴルフ情報誌「GOLF TODAY」のイメージガールユニットGT Birdie'sに選ばれる。スクウェア・エニックスの人気アーケードゲーム『LORD of VERMILION』関連の公式イベントにて主人公テレーゼ役も2015年までの2年間継続して務めた。
2015年と2016年の2年連続で、SUPER GT500クラス「LEXUS Team KeePer TOM'S “キーパーエンジェルズ”」として活動。相方は2015年が三城千咲 、2016年が豊嶋咲樹であり、いずれも名前に“咲”が付く人物と共働したこととなった。
2016年大阪オートメッセからT-DEMANDのイメージガールに抜擢され、2017年現在も継続して活動。
2016年11月3日のブログにおいて、レースクイーン業からの引退、並びに2017年5月をもって表舞台から退くことを発表した。

## 活動

### レースクイーン
- 鈴鹿8時間耐久ロードレース
  - 「Team Tras BMW S1000RR」レースクイーン（2011年・2012年・2013年）
  - 「Team Winner Z-tech&ncxx group」レースクイーン（2015年）
  - 「Team Tras HP135」レースクイーン（2016年）
- 全日本ロードレース選手権
  - 「8810R with MCR」レースクイーン(2011年)
  - 「SRS-J with MORIWAKI」MORIWAKI GALS（2012年）
  - 「TOHO Racing＋おでんせイーハトーブ」OSLサーキットレディ（2013年）
  - 「WestPower SUZUKI」レースクイーン（2014年）
  - 「Team Tras HP135」レースクイーン（2016年）
- MotoGP
  - 「YAMAHA MONSTER Tech3」アンブレラガール“Monster Girl”（2013年）
  - 「Dynavolt IntactGP」アンブレラガール（2014年）
- スーパー耐久
- 「DIAMANGO-Z」レースクイーン（2011年）
- 「岡部自動車motorsport」初のイメージガールユニット“OKABEJIDOSHAクラッシュギャルズ”（2014年）
- SUPER GT500クラス・37号車「LEXUS Team KeePer TOM'S」キーパーエンジェルズ（2015年 - 2016年）
- WEC日本グランプリイメージガール WEC Girls（2015年）
  - Taste Of Tsukuba「オートボーイ&松下ヨシナリ」レースクイーン（2015年）
- その他のレース
  - Fe-Ⅲレーシングレースクイーン（2012年 - 2013年）

### イメージガール
- FLEXガール（2012年 - 2013年）
- 関東でちゃう！ガール（2013年 - 2015年）
- REBELSラウンドガール（2014年 - 現在）
- 三栄書房「GOLF TODAY」GTバーディーズ（2014年4月 - 2017年）[7]
- 東京オーヴァル京王閣マスコットガール“バンクの女神”（2015年）
- T-DEMANDガール（2016年 - 2017年）

### イベント出演
- 札幌カスタムカーショー「FLEXガール」（2012年7月）
- 東京ゲームショウ
  - 「カプコンブース」（2012年）
  - 「コーエーテクモゲームスブース」闘鬼伝 ホロウ役（2014年）
- 東京モーターショー・大阪モーターショー「LEXUSブース」レクサススペシャリスト（2013年）
- 福岡モーターショー・札幌モーターショー「LEXUSブース」レクサススペシャリスト（2014年）
- 大阪オートメッセ
- 「BE WITHブース」モデル（2013年）
- 「T-DEMANDブース」イメージモデル（2016年 - 2017年）

#### 東京オートサロン出演歴
| 年     | 出演ブース       | 備考                           |
| ------ | ---------------- | ------------------------------ |
| 2011年 | TSM GROUP        |                                |
| 2013年 | FLEX             | FLEXガールとして出演           |
| 2014年 | ニューギン       |                                |
| 2015年 | コプラスジャパン |                                |
| 2016年 | TOM'S            | キーパーエンジェルズとして出演 |
| 2017年 | T-DEMAND         | [ 8 ]                          |